# Хохлач
Хохла́ч (Cystophora cristata) — вид млекопитающих семейства настоящих тюленей, единственный представитель рода Cystophora.

## Размер и внешний вид
Масса тела самцов 260—300 кг, длина 210—280 см; у самок соответственно 145—160 кг, 180—227 см.
Окраска меха контрастная, по светло-серому фону тёмные пятна неправильной формы. Отличительная особенность — наличие на передне-верхней стороне головы у самцов кожно-носового мешка, при возбуждении зверя раздувающегося. В носу у хохлача есть пузырь красноватого цвета, который самец также демонстрирует, будучи в возбуждённом состоянии. 

## Питание и образ жизни
Питается рыбой и кальмарами. Придерживается дрейфующих льдов, мигрирует. Моногамен. Во время размножения держится семьями, пары с детёнышем занимают отдельные льдины. Детёныш обычно один, рождается массой 12—27 кг; окрашен сверху в синевато-серый цвет, снизу в белый; ювенильный покров сохраняется в течение года, кожно-носовой мешок появляется на втором году, половая зрелость наступает в 3—4 года.

## Ареал
Распространён в западной части Северной Атлантики. В водах России — редкий зверь, встречается в северной части Белого моря.

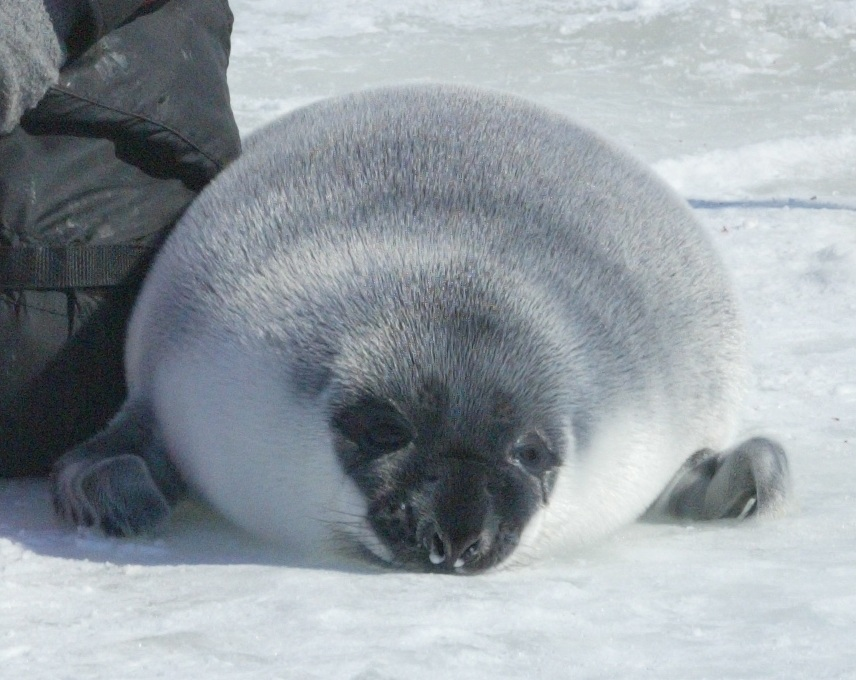
Детёныш хохлача